# سفين بيورنسون
سفين بيورنسون (الأيسلندية: Sveinn Björnsson ؛ 27 فبراير 1881 - 25 يناير 1952) أول رئيس أيسلندا بين عامي 1944-1952. تم انتخابه رئيسًا من قبل ألثينغي عند تنصيب جمهورية أيسلندا في عام 1944. وكانت ولايته الأولى عامًا واحدًا فقط ، حيث كان من المقرر أن ينتخب شعب أيسلندا رئيسهم مباشرة لأول مرة في عام 1945.